# Franciszek Lilius
Franciszek Lilius, też Gigli (zm. w sierpniu lub wrześniu 1657 w Gromniku koło Tarnowa)  – polski kompozytor i kapelmistrz pochodzenia włoskiego. 

## Życiorys
Był synem Wincentego Liliusa. Możliwe, że urodził się w Polsce . W 1625 był uczniem Girolama Frescobaldiego w Rzymie . 
Przed 1630 należał do kapeli dworskiej króla Zygmunta III Wazy w Warszawie , skąd w styczniu 1630 roku przybył do Krakowa, zaangażowany na stanowisko kierownika muzycznego i kapelmistrza Kapeli Rorantystów działającej przy katedry wawelskiej. W Krakowie stał się bezspornym autorytetem muzycznym. Występował z kapelą na uroczystościach w Akademii Krakowskiej i u bogatszych mieszczan, sam prowadził w swym domu rodzaj muzycznej akademii – kształcił chłopców-sopranistów, o których zabiegały u niego kapele magnackie, a nawet kapela królewska  .
Żył na wysokiej stopie, co skłaniało go do ciągłych zabiegów o nowe prebendy (kanonia w kolegiacie w Sandomierzu, probostwo w Żębocinie, kanonia w Tarnowie). Nie jest pewne, czy Lilius otrzymał święcenia kapłańskie, czy też tylko diakonatu. Utrzymywał intensywne kontakty z dworami magnackimi (Łukasza i Krzysztofa Opalińskich, Stanisława Lubomirskiego, Domoinika Zasławskiego i innych), którym dostarczał kompozycji, jak też uświetniał uroczystości występami kapeli . 
Zmarł pod Tarnowem, gdzie schronił się podczas najazdu szwedzkiego .

## Twórczość
Twórczość Liliusa utrzymana w stylu prima pratica miała najprawdopodobniej przeznaczenie czysto lokalne, dominują tu bowiem układy na zespół głosów męskich, a więc służące kapeli rorantystów. Są to najczęściej kompozycje oparte na tradycyjnym równonutowym cantus firmus, albo bardzo proste, utrzymane w technice nota contra notam, albo wprowadzające kontrapunkt ozdobny; rzadziej pojawiają się ustępy imitacyjne. Lilius jest też autorem wydanych 4-głosowych pieśni religijnych z polskim tekstem, w których melodia umieszczona jest w głosie najwyższym jako „głos dla pospólstwa” . 
Komponował msze, motety, psalmy, litanie, magnificaty, arie i pieśni. Z 75 znanych dziś jego kompozycji zachowała się jedynie niewielka część.

## Zachowane dzieła
(na podstawie materiałów źródłowych  )
- Missa brevissima
- Missa Tempore paschali
- Confitebor tibi Domine
- Domine Rex Deus
- Haec dies quam fecit Dominus
- Iubilate Deo omnis terra

oraz 4 pieśni wydane przez B. Dereya w książeczce Nabożne  pieśni (Kraków. 1645)